# Мустафа Наили-паша
Мустафа Наили-паша (тур. Mustafa Naili Paşa, 1798, Корча, Албания — 1871, Стамбул) — османский государственный деятель. Дважды был садр-аземом Османской империи.

## Биография
Мустафа Наили-паша родился в Корча, в Албании в 1798 году в семье потомственных военных албанцев, служивших Османской империи.
Начал свою карьеру в Египте под началом хедива Египта, Мехмеда Али-паши, который также по происхождению был албанцем. Подавил восстание критских греков во время кризиса 1820-х годов, охватившего острова Эгейского моря. В 1832 году был назначен генерал-губернатором Крита. Управлял островом в течение двух десятилетий, за что был прозван «критянином».
Пытался наладить отношения между мусульманскими помещиками и набиравшими силу христианскими промышленниками. Занимал пробританскую позицию. Пытался заручиться поддержкой критских греков, женившись на дочери священника и позволив ей остаться христианской. Не доверял критским туркам. В 1834 году, однако, критские греки создали в Афинах комитет, чья деятельность была направлена на объединение острова с отвоевавшей независимость Грецией.
В 1840 году по настоянию Великобритании Крит был выведен из прямого подчинения администрации Османской империи. Какое-то время, Мустафа Наили-паша пытался получить статус полунезависимого князя, но этому помешало очередное восстание критских греков. Его правление в статусе генерал-губернатора было восстановлено после совместной британско-османской военной операции, но поставлено в прямое подчинение Стамбулу. Он оставался на Крите до 1851 года. Затем был вызван в столицу, где в относительно пожилом возрасте продолжил успешную карьеру, получив назначение на пост Великого визиря.
Его администрация была отмечена напряженностью в отношениях между Османской империей и Россией. Первый срок полномочий совпал с началом Крымской войны, второй — с её последствиями.
Мехмед Наили-паша умер в 1871 году в Стамбуле.